# Université nationale Yang Ming Chiao Tung
Ne doit pas être confondu avec université nationale Yang-Ming ou université nationale Chiao Tung.
L'université nationale Yang Ming Chiao Tung (chinois traditionnel : 國立陽明交通大學) est une université taïwanaise située à Taipei, Hsinchu, Taoyuan, Tainan et Yilan.

## Histoire
L'université est fondée le 1er février 2021, résultant de la fusion de l'université nationale Yang-Ming et de l'université nationale Chiao Tung.